# ستيفن تريفور
ستيفن تريفور (بالإنجليزية: Stephen Trevor)‏ هو مبارز بالسيف أمريكي، ولد في 22 سبتمبر 1963 في كليفلاند في الولايات المتحدة.

## وصلات خارجية
- ستيفن تريفور على موقع أوليمبيديا (الإنجليزية)